# Laura Z. Hobson
Laura Z. Hobson, nome completo Laura Kean Zametkin Hobson (Manhattan, 19 giugno 1900 – Manhattan, 28 febbraio 1986), è stata una scrittrice statunitense, nota anche con lo pseudonimo di Laura Mount.

## Biografia
I due romanzi più importanti dell'autrice sono Consenting Adult del 1975 e Gentleman's Agreement il suo bestseller del 1947 da cui il regista Elia Kazan trasse il film Barriera invisibile che ricevette otto nominations al premio Oscar.

## Opere

### Romanzi
- The Tresspassers (1943)
- Gentleman's Agreement (1947), trad. Pietro Bottini, Barriera invisibile, Milano-Roma: Jandi Sapi, 1948
- The Other Father (1950)
- The Celebrity (1951)
- First Papers (1964)
- The Tenth Month (1971)
- Consenting Adult (1975)
- Over and Above (1979)
- Untold Millions (1982)

### Letteratura per l'infanzia
- A Dog of His Own (1941)
- I'm Going to Have a Baby (1967)

### Autobiografia
- A Life (1983)
- A Life, Years of Fulfillment (1986)

### Opera postuma
- The Early Years and Years of Fulfillment (1987)